# Carl Gustav von Sievers
Carl Gustav von Sievers (russifié en: Karl Karlovitch Sivers ; Карл Карлович Сиверс), né le 8 novembre 1772 à Alt Ottenhof en Livonie et mort le 18 mars 1856 à Moscou, est un aristocrate allemand de la Baltique qui fut général de l'armée impériale russe. C'est le frère du général Johann Joachim Georg von Sievers (1778-1827).

## Biographie
Carl Gustav von Sievers est le fils du comte Karl Eberhard von Sievers (1745-1821) et de son épouse, née Magda von Mengden (1748-1837). Il est donc le neveu du comte Jacob Johann von Sievers, homme d'État apprécié de Catherine II de Russie.
Il entre en 1785 au corps des cadets des ingénieurs et artilleurs de l'armée impériale et devient Stückjunker, dans le 2e bataillon d'artillerie en 1789. Son ascension est rapide: d'abord en Pologne, après le partage de 1792. Il est nommé colonel en 1799, et il est major-général en 1803 à seulement trente-et-un an, à la tête du régiment de dragons de Nouvelle-Russie. Il combat contre les Turcs en 1806 en Moldavie, et perd son frère Jacob Ernst en 1810. Il combat aussi pendant la Troisième Coalition contre Napoléon, notamment à Austerlitz, et pendant la Quatrième Coalition du côté des Prussiens. Pendant la guerre austro-polonaise de 1809, Carl Gustav von Sievers prend la ville de Cracovie.
Il commande le 4e corps de cavalerie de la 2e armée de l'ouest pendant la guerre patriotique de 1812. Il arrête l'avant-garde de Davout, près de Moguilev et se distingue à la bataille de Smolensk, le 5 août. Il commande l'arrière-garde de la 2e armée, près du village de Borodino, et parvient à défaire la Grande Armée, à la Bérézina. Il reçoit l'Ordre de Saint-Georges de 3e classe, le 20 octobre 1812. Il est nommé à l'état-major du général Wittgenstein en décembre 1812 et, le 27 janvier 1813, il prend la forteresse de Pillau, devenant quelques jours plus tard lieutenant-général.
Jusqu'en 1815, il occupe le poste de commandant de la forteresse de Königsberg, devenant de fait le gouverneur militaire de la province de Prusse-Orientale.
Il est nommé au poste honorifique de sénateur en 1833 et à celui de conseiller secret actuel en 1837, lorsqu'il démissionne des affaires. Il reprend toutefois du service et il est nommé général de cavalerie, le 10 octobre 1843. C'est le père du sénateur Emanuel von Sievers.